# Myricaria albiflora
Myricaria albiflora är en tamariskväxtart som beskrevs av Andrew John Charles Grierson och D.G. Long. Myricaria albiflora ingår i släktet klådrissläktet, och familjen tamariskväxter. Inga underarter finns listade.